# Zalina Sidakova
Zalina Sidakova –en bielorruso, Залина Сидакова– (23 de marzo de 1992) es una deportista bielorrusa que compite en lucha libre.
Ganó dos medallas de plata en el Campeonato Mundial de Lucha, en los años 2012 y 2018.

## Palmarés internacional
| Campeonato Mundial | Campeonato Mundial | Campeonato Mundial | Campeonato Mundial |
| Año                | Lugar              | Medalla            | Categoría          |
| ------------------ | ------------------ | ------------------ | ------------------ |
| 2012               | Edmonton (Canadá)  | Medalla de plata   | 59 kg              |
| 2018               | Budapest (Hungría) | Medalla de plata   | 55 kg              |